# Сікіязька сільська рада
Сікія́зька сільська рада (рос. Сикиязский сельский совет) — муніципальне утворення у складі Дуванського району Башкортостану, Росія. Адміністративний центр — село Сікіяз.

## Населення
Населення — 1429 осіб (2019, 1510 в 2010, 1546 в 2002).

## Склад
До складу поселення входять такі населені пункти:
| Населений пункт       | Населення, осіб (2002) | Населення, осіб (2010) |
| --------------------- | ---------------------- | ---------------------- |
| Озеро, село           | 663                    | 629                    |
| Побєда, присілок      | 14                     | 20                     |
| Семериковка, присілок | 96                     | 88                     |
| Сікіяз, село          | 773                    | 773                    |